# Luwsan-Ajuuschiin Daschdemberel
Luwsan-Ajuuschiin Daschdemberel (mongolisch Лувсан-Аюушийн Дашдэмбэрэл, wiss. Transliteration Luvsan-Ajuušijn Dašdėmbėrėl; * 17. Mai 1940) ist ein ehemaliger mongolischer Skilangläufer.
Daschdemberel kam bei den Nordischen Skiweltmeisterschaften 1966 in Oslo auf den 65. Platz über 15 km und bei den Nordischen Skiweltmeisterschaften 1970 in Štrbské Pleso auf den 60. Platz über 30 km sowie auf den 18. Rang mit der Staffel. Bei den Olympischen Winterspielen 1964 in Innsbruck belegte er über 15 km den 54. Platz und bei den Olympischen Winterspielen 1968 in Grenoble belegte er über 15 km und 30 km jeweils den 54. Platz.